# Missale

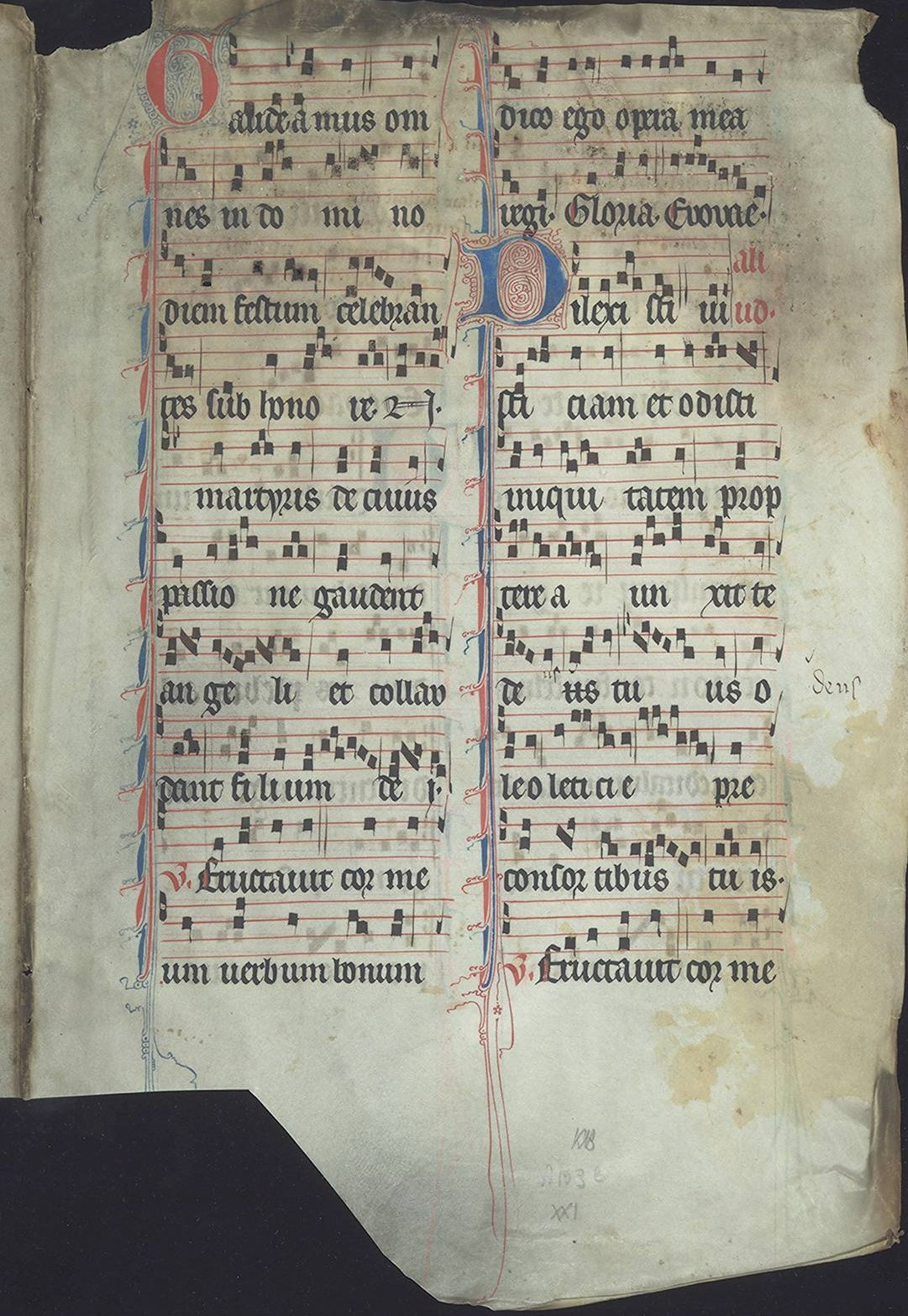
Sida från ett missale funnen i Torstuna kyrka, det sk Torstunamissalet.

Missale (av senlatin missa "mässa") kallas den bok som innehåller den kristna mässans officiella, liturgiska texter och sånger. Ordet stammar från romersk-katolskt bruk.
Länge använde sig prästen under mässan av ett sakramentarium, det vill säga en textsamling omfattande prästens olika delar under mässan, till exempel kyrkobönen (kollektbönen), prefationerna, mässans kanon (den romerska eukaristiska bönen), offerbönen (secreta) och bönen efter kommunionen (postcommunio). På samma sätt förfogade kören över sin egen bok (antifonalet med bland annat introitus och gradualet) liksom diakonen och subdiakonen nyttjade lektionariet, det vill säga den bok vari upptogs de olika läsningarna. Under högmedeltiden trängdes denna uppsättning liturgiska böcker undan till förmån för en bok som i en enda volym samlade mässans samtliga texter, missalet.
I den romersk-katolska kyrkan utgör missalet en av de officiella liturgiska böckerna. I den romerska riten (det finns inom den latinska kyrkan flera riter, av vilka den romerska är den främsta men inte enda riten) är de liturgiska böckerna: pontifikalet och biskopsceremonialet, missalet, breviariet (tidegärden) samt ritualet (för bland annat dop, bikt, bröllop, sista smörjelsen jämte olika välsignelser). Härtill kan fogas antifonalet och gradualet vari ryms de sjungna delarna av tidegärden respektive mässan.

## Historik
Trots att den romerska liturgien var väsentligen fastställd med Gregorius den stores Sacramentarium, uppstod ändå under medeltiden en mångfald partikularmissaler (i Sverige till exempel hade de särskilda stiften sina missaler, vilka erbjöd flera olikheter sinsemellan och i jämförelse med andra länders mässböcker). I syfte att återställa den sålunda störda likformigheten uppdrog Tridentinska kyrkomötet (1545–63) åt påven Pius V att föranstalta om utgivandet av en allmän mässbok. Det slutliga resultatet av detta arbete blev Missale romanum. Detta Romerska missalet föreligger nu i två versioner, dels Paulus VI:s liturgi (2002) och den klassiska Tridentinsk mässa (1962).